# Chovrino (stanice metra v Moskvě)
Chovrino (rusky Ховрино) je stanice moskevského metra na Zamoskvorecké lince. Jedná se o její dlouhodobou severní konečnou stanici.

## Charakter stanice
Stanice Chovrino se nachází západně od křižovatky ulic Ulica Dybenko (Улица Дыбенко) a Zelenogradskaja ulica (Зеленоградская улица) ve čtvrti Chovrino na severním okraji Moskvy.  Stanice disponuje dvěma podzemními vestibuly, které jsou s nástupištěm spojeny prostřednictvím širokých schodišť a výtahů, přičemž nástupiště i vestibuly jsou laděny do hnědé a béžové barvy. Z jižního vestibulu je možné projít pod Ulicí Dybenko k jezdeckému centru CSKA. Severní vestibul slouží k průchodu mimo jiné do dopravního uzlu. Ten byl dokončen v březnu 2019. Cestujícím zde slouží záchytné parkoviště o 400 parkovacích místech a mezinárodní autobusové nádraží. V roce 2020 byla vybudována nová stejnojmenná železniční zastávka na Okťabrské železnici, která byla v roce 2023 zařazena do linky MCD-3 a na kterou je umožněn pohodlný přestup že stanice metra. 